# Henri II de Mecklembourg-Werle
Henri II de Mecklembourg-Werle, mort après 1307/1308, fut coprince de Mecklembourg-Werle de 1282 à 1294. 

## Biographie
Henri II est le fils de Henri Ier de Mecklembourg-Werle-Güstrow.
Il est associé au pouvoir par son père en 1282 lorsqu'il reçoit Penzlin comme fief. Avec son frère ainé Nicolas il s'inquiète de la menace que le remariage de leur père risque de faire peser sur ses droits à la succession et il participe au complot contre Nicolas Ier qui est à l'origine de son meurtre le 8 octobre 1291 lors d'une chasse près de Saal dans l'ile de Rügen. Henri II lui succède comme prince conjointement avec Nicolas mais les deux parricides sont déposés dès 1294.  
Avant 1290, il avait épousé Béatrix de Poméranie († 1299), fille du duc Barnim Ier le Bon Poméranie et de sa 3e épouse Beatrix de Brandebourg de la maison d'Ascanie. Ils ont deux enfants:  
- Barnim de Werle (- † après 8 juin 1339). Chanoine à la cathédrale de Cammin en 1317. Prévôt de Sainte-Marie de Stettin en 1322. Prévôt de la cathédrale de Cammin de 1330 à 1333. Moine à l'abbaye de Kolbatz en 1330.
- Mechtilde de Werle († le 21 janvier 1356). Prieure à Pyritz.